# Francesco Adriano Ceva
Francesco Adriano Ceva (né en 1580 à Mondovi, dans l'actuelle province de Coni, au Piémont, alors dans le duché de Savoie, et mort le 10 octobre 1655 à Rome) est un cardinal italien du XVIIe siècle.

## Biographie
Francesco Adriano Ceva est en service du cardinal Maffeo Barberini, le futur pape Urbain VIII. Il est notamment chanoine de la basilique du Latran, référendaire au tribunal suprême de la Signature apostolique et nonce extraordinaire en France.
Il est créé cardinal par le pape Urbain VIII lors du consistoire du 13 juillet 1643. 
Le cardinal Giori participe au conclave de 1644, lors duquel Innocent XI est élu pape, et au conclave de 1655 (élection d'Alexandre VII).